# Idaea dividaria
Idaea dividaria là một loài bướm đêm trong họ Geometridae.